# Proales macrura
Proales macrura är en hjuldjursart som beskrevs av Myers 1933. Proales macrura ingår i släktet Proales och familjen Proalidae. Inga underarter finns listade i Catalogue of Life.